# Delta du Niger
Ne doit pas être confondu avec Delta intérieur du Niger.
Le delta du Niger, aussi appelé bouches du Niger, est un delta formé par le fleuve Niger au niveau de son embouchure dans le golfe de Guinée. Situé en intégralité au Nigeria, dans le Sud du pays, il sépare le golfe du Bénin au nord-ouest du golfe du Biafra au sud-est. Ces deux espaces maritimes forment ensemble le golfe de Guinée. Sa ville principale est Port Harcourt.

## Géographie

### Environnement
Depuis que l'industrie pétrolière a explosé au Nigeria, cette région est constamment polluée par des fuites de pétrole brut des pipelines. Les habitants du delta dénoncent le mauvais entretien du réseau de pipelines des firmes pétrolières, qui elles accusent les actes de sabotage des rebelles du MEND ou d'autres activistes. L'industrie pétrolière est aussi responsable d'une pollution due à la pratique du « flaring » qui consiste à brûler le gaz extrait en même temps que le pétrole pour s'en débarrasser. À cela s'ajoute la concentration urbaine qui amène elle aussi son lot de pollution à cause du manque d'infrastructures adéquates. Le déversement des hydrocarbures dans le sol et le fleuve représentent l'une des sources de pollutions majeures du bassin.
En mars 2018, Amnesty International publie un rapport accusant Shell et ENI de cacher la vérité sur les causes de pollution des eaux dans la région pétrolière du Delta du Niger (sud-est du Nigeria), et appelle les autorités nigérianes à ouvrir une enquête sur les déversements d’hydrocarbures dans cette zone.

## Histoire
Le sud et l'est du delta du Niger constituaient une bonne partie du territoire revendiqué par le Biafra lors de la sécession de cette partie du Nigeria entre 1967 et 1970.
Au début des années 1990, le delta du Niger, devient le théâtre de violents affrontements entre les minorités ethniques locales, qui accusaient l’entreprise pétrolière Shell de porter atteinte à leur culture et leur environnement, et les forces de sécurité nigérianes chargées de protéger les installations pétrolières.
En 1993, le Mouvement pour la survie du peuple Ogoni, dirigé par l'écrivain Ken Saro-Wiwa, réussit à mobiliser des dizaines de milliers de personnes contre Shell. La situation devient une cause de mobilisation internationale, obligeant le numéro un mondial du pétrole à cesser sa production. Afin de la relancer, le gouvernement du général Sani Abacha déclenche une répression meurtrière (quelque 2 000 victimes). Des centaines d'Ogonis sont emprisonnés et, dans certains cas, exécutés sommairement. Deux ans plus tard, Ken Saro-Wiwa et huit militants ogoni sont exécutés. Depuis lors, Shell a admis avoir été "forcée" de payer directement les forces de sécurité nigérianes pour reprendre le contrôle de la région[réf. nécessaire]. 

## Économie

### Exploitation pétrolière
Le sous-sol du delta est riche en matières premières et renferme notamment du pétrole de très bonne qualité. De ce fait, de nombreuses entreprises internationales exploitent ces ressources.
Ces exploitations, parfois mal entretenues, sont la cause de la pollution du fleuve et des sols, qui nuisent à la pêche et à l'agriculture. Certaines populations pauvres s'emploient à détourner clandestinement le pétrole pour survivre quand d'autres ont pris les armes pour attaquer les complexes pétroliers ; depuis plusieurs années cependant, certains se reconvertissent contre rétribution financière de l'État, parfois en devenant eux-mêmes employés de sociétés de sécurité pour les exploitations pétrolières.

## Insécurité
Le delta du Niger constitue une zone d'insécurité du fait de l'exploitation pétrolière et des actes de piraterie pratiqués à la fois dans les bras du delta mais aussi dans le golfe de Guinée.